# Джанкарло Антоньйоні
Джанкарло Антоньйоні (італ. Giancarlo Antognoni; нар. 1 квітня 1954, Маршіано) — колишній італійський футболіст, півзахисник.
Насамперед відомий виступами за клуб «Фіорентина», а також національну збірну Італії.
Володар Кубка Італії. У складі збірної — чемпіон світу.

## Клубна кар'єра
Вихованець юнацьких команд «Сан-Марко Ювентіна» та «Торіно».
У дорослому футболі дебютував 1970 року виступами за команду клубу «Асті», в якій провів два сезони, взявши участь у 27 матчах чемпіонату.
Своєю грою за цю команду привернув увагу представників тренерського штабу клубу «Фіорентина», до складу якого приєднався 1972 року. Відіграв за «фіалок» наступні п'ятнадцять сезонів своєї ігрової кар'єри. Більшість часу, проведеного у складі «Фіорентини», був основним гравцем команди. За цей час виборов титул володаря Кубка Італії.
Завершив професійну ігрову кар'єру у швейцарському клубі «Лозанна», за команду якого виступав протягом 1987—1989 років.

## Виступи за збірні
1973 року залучався до складу молодіжної збірної Італії. На молодіжному рівні зіграв в одному офіційному матчі.
1974 року дебютував в офіційних матчах у складі національної збірної Італії. Протягом кар'єри у національній команді, яка тривала 9 років, провів у формі головної команди країни 73 матчі, забивши 7 голів. У складі збірної був учасником чемпіонату світу 1978 року в Аргентині, чемпіонату Європи 1980 року в Італії, чемпіонату світу 1982 року в Іспанії, здобувши того року титул чемпіона світу.
| Дата       | Місто                    | Господарі         | Результат | Гості          | Турнір                        | Голи | Примітки   |
| ---------- | ------------------------ | ----------------- | --------- | -------------- | ----------------------------- | ---- | ---------- |
| 20/11/1974 | Роттердам                | Нідерланди        | 3 – 1     | Італія         | Відбір до ЧЄ 1976             | -    |            |
| 29/12/1974 | Генуя                    | Італія            | 0 – 0     | Болгарія       | товариський матч              | -    |            |
| 19/04/1975 | Рим                      | Італія            | 0 – 0     | Польща         | Відбір до ЧЄ 1976             | -    |            |
| 05/06/1975 | Гельсінкі                | Фінляндія         | 0 – 1     | Італія         | Відбір до ЧЄ 1976             | -    |            |
| 08/06/1975 | Москва                   | СРСР              | 1 – 0     | Італія         | товариський матч              | -    |            |
| 27/09/1975 | Рим                      | Італія            | 0 – 0     | Фінляндія      | Відбір до ЧЄ 1976             | -    |            |
| 26/10/1975 | Варшава                  | Польща            | 0 – 0     | Італія         | Відбір до ЧЄ 1976             | -    |            |
| 22/11/1975 | Рим                      | Італія            | 1 – 0     | Нідерланди     | Відбір до ЧЄ 1976             | -    |            |
| 30/12/1975 | Флоренція                | Італія            | 3 – 2     | Греція         | товариський матч              | -    |            |
| 07/04/1976 | Турин                    | Італія            | 3 – 1     | Португалія     | товариський матч              | 1    |            |
| 23/05/1976 | Вашингтон                | США               | 0 – 4     | Італія         | товариський матч              | -    |            |
| 28/05/1976 | Нью-Йорк                 | Англія            | 3 – 2     | Італія         | товариський матч              | -    |            |
| 31/05/1976 | Нью-Гейвен (Коннектикут) | Бразилія          | 4 – 1     | Італія         | товариський матч              | -    |            |
| 05/06/1976 | Мілан                    | Італія            | 4 – 2     | Румунія        | товариський матч              | 1    |            |
| 22/09/1976 | Копенгаген               | Данія             | 0 – 1     | Італія         | товариський матч              | -    |            |
| 25/09/1976 | Рим                      | Італія            | 3 – 0     | Югославія      | товариський матч              | -    |            |
| 16/10/1976 | Люксембург               | Люксембург        | 1 – 4     | Італія         | Відбір до ЧС                  | 1    |            |
| 17/11/1976 | Рим                      | Італія            | 2 – 0     | Англія         | Відбір до ЧС 1978             | 1    |            |
| 22/12/1976 | Лісабон                  | Португалія        | 2 – 1     | Італія         | товариський матч              | -    |            |
| 26/01/1977 | Рим                      | Італія            | 2 – 1     | Бельгія        | товариський матч              | -    |            |
| 08/06/1977 | Гельсінкі                | Фінляндія         | 0 – 3     | Італія         | Відбір до ЧС 1978             | -    |            |
| 08/10/1977 | Західний Берлін          | ФРН               | 2 – 1     | Італія         | товариський матч              | 1    |            |
| 15/10/1977 | Турин                    | Італія            | 6 – 1     | Фінляндія      | Відбір до ЧС 1978             | -    |            |
| 16/11/1977 | Лондон                   | Англія            | 2 – 0     | Італія         | Відбір до ЧС 1978             | -    |            |
| 03/12/1977 | Рим                      | Італія            | 3 – 0     | Люксембург     | Відбір до ЧС 1978             | -    |            |
| 21/12/1977 | Льєж                     | Бельгія           | 0 – 1     | Італія         | товариський матч              | 1    |            |
| 25/01/1978 | Мадрид                   | Іспанія           | 2 – 1     | Італія         | товариський матч              | -    |            |
| 08/02/1978 | Неаполь                  | Італія            | 2 – 2     | Франція        | товариський матч              | -    |            |
| 02/06/1978 | Мар-дель-Плата           | Італія            | 2 – 1     | Франція        | ЧС 1978 - 1-й етап            | -    |            |
| 06/06/1978 | Мар-дель-Плата           | Італія            | 3 – 1     | Угорщина       | ЧС 1978 - 1-й етап            | -    |            |
| 10/06/1978 | Буенос-Айрес             | Італія            | 1 – 0     | Аргентина      | ЧС 1978 - 1-й етап            | -    |            |
| 14/06/1978 | Буенос-Айрес             | ФРН               | 0 – 0     | Італія         | ЧС 1978 - 2-й етап            | -    |            |
| 24/06/1978 | Буенос-Айрес             | Бразилія          | 2 – 1     | Італія         | ЧС 1978 - матч за 3 місце     | -    | 4-те місце |
| 20/09/1978 | Турин                    | Італія            | 1 – 0     | Болгарія       | товариський матч              | -    |            |
| 23/09/1978 | Флоренція                | Італія            | 1 – 0     | Туреччина      | товариський матч              | -    |            |
| 08/11/1978 | Братислава               | Чехословаччина    | 3 – 0     | Італія         | товариський матч              | -    |            |
| 24/02/1979 | Мілан                    | Італія            | 3 – 0     | Нідерланди     | товариський матч              | -    |            |
| 26/05/1979 | Рим                      | Італія            | 2 – 2     | Аргентина      | товариський матч              | -    |            |
| 26/09/1979 | Флоренція                | Італія            | 1 – 0     | Швеція         | товариський матч              | -    |            |
| 17/11/1979 | Удіне                    | Італія            | 2 – 0     | Швейцарія      | товариський матч              | -    |            |
| 16/02/1980 | Неаполь                  | Італія            | 2 – 1     | Румунія        | товариський матч              | -    |            |
| 15/03/1980 | Мілан                    | Італія            | 1 – 0     | Уругвай        | товариський матч              | -    |            |
| 19/04/1980 | Турин                    | Італія            | 2 – 2     | Польща         | товариський матч              | -    |            |
| 12/06/1980 | Мілан                    | Італія            | 0 – 0     | Іспанія        | ЧЄ 1980 - 1-й етап            | -    |            |
| 15/06/1980 | Турин                    | Італія            | 1 – 0     | Англія         | ЧЄ 1980 - 1-й етап            | -    |            |
| 18/06/1980 | Рим                      | Італія            | 0 – 0     | Бельгія        | ЧЄ 1980 - 1-й етап            | -    |            |
| 24/09/1980 | Генуя                    | Італія            | 3 – 1     | Португалія     | товариський матч              | -    |            |
| 11/10/1980 | Люксембург               | Люксембург        | 0 – 2     | Італія         | Відбір до ЧС                  | -    |            |
| 15/11/1980 | Турин                    | Італія            | 2 – 0     | Югославія      | Відбір до ЧС 1982             | -    |            |
| 06/12/1980 | Афіни                    | Греція            | 0 – 2     | Італія         | Відбір до ЧС 1982             | 1    |            |
| 03/01/1981 | Монтевідео               | Уругвай           | 2 – 0     | Італія         | Золотий кубок чемпіонів світу | -    |            |
| 06/01/1981 | Монтевідео               | Нідерланди        | 1 – 1     | Італія         | Золотий кубок чемпіонів світу | -    |            |
| 25/02/1981 | Рим                      | Італія            | 0 – 3     | Європа         | товариський матч              | -    |            |
| 19/04/1981 | Удіне                    | Італія            | 0 – 0     | НДР            | товариський матч              | -    |            |
| 03/06/1981 | Копенгаген               | Данія             | 3 – 1     | Італія         | Відбір до ЧС 1982             | -    |            |
| 23/09/1981 | Болонья                  | Італія            | 3 – 2     | Болгарія       | товариський матч              | -    |            |
| 17/10/1981 | Белград                  | Югославія         | 1 – 1     | Італія         | Відбір до ЧС 1982             | -    |            |
| 14/11/1981 | Турин                    | Італія            | 1 – 1     | Греція         | Відбір до ЧС 1982             | -    |            |
| 14/04/1982 | Лейпциг                  | НДР               | 1 – 0     | Італія         | товариський матч              | -    |            |
| 28/05/1982 | Женева                   | Швейцарія         | 1 – 1     | Італія         | товариський матч              | -    |            |
| 14/06/1982 | Віґо                     | Італія            | 0 – 0     | Польща         | ЧС 1982 - 1-й етап            | -    |            |
| 18/06/1982 | Віґо                     | Італія            | 1 – 1     | Перу           | ЧС 1982 - 1-й етап            | -    |            |
| 23/06/1982 | Віґо                     | Італія            | 1 – 1     | Камерун        | ЧС 1982 - 1-й етап            | -    |            |
| 29/06/1982 | Барселона                | Італія            | 2 – 1     | Аргентина      | ЧС 1982 - 2-й етап            | -    |            |
| 05/07/1982 | Барселона                | Італія            | 3 – 2     | Бразилія       | ЧС 1982 - 2-й етап            | -    |            |
| 08/07/1982 | Барселона                | Італія            | 2 – 0     | Польща         | ЧС 1982 - півфінал            | -    |            |
| 27/10/1982 | Рим                      | Італія            | 0 – 1     | Швейцарія      | товариський матч              | -    |            |
| 13/11/1982 | Мілан                    | Італія            | 2 – 2     | Чехословаччина | Відбір до ЧЄ 1984             | -    |            |
| 04/12/1982 | Флоренція                | Італія            | 0 – 0     | Румунія        | Відбір до ЧЄ 1984             | -    |            |
| 12/02/1983 | Лімасол                  | Кіпр              | 1 – 1     | Італія         | Відбір до ЧЄ 1984             | -    |            |
| 16/04/1983 | Бухарест                 | Румунія           | 1 – 0     | Італія         | Відбір до ЧЄ 1984             | -    |            |
| 29/05/1983 | Гетеборг                 | Швеція            | 2 – 0     | Італія         | Відбір до ЧЄ 1984             | -    |            |
| 16/11/1983 | Прага                    | Чехословаччина    | 2 – 0     | Італія         | Відбір до ЧЄ 1984             | -    |            |
| Усього     |                          | Матчів (14 місце) | 73        |                | Голів                         | 7    |            |

## Титули і досягнення
- Володар Кубка Італії (1):

«Фіорентіна»: 1974–75
- Чемпіон світу (1):

1982